# Horodnic de Jos
Horodnic de Jos é uma comuna romena localizada no distrito de Suceava, na região de Bucovina. A comuna possui uma área de 25.32 km² e sua população era de 2525 habitantes segundo o censo de 2007.